# Alexander Juhan
Stephen Alexander Juhan (* 1765 in Halifax (Nova Scotia); † 12. August 1845 in Germantown, Philadelphia County, Pennsylvania) war ein US-amerikanischer Pianist, Komponist und Dirigent.
Seine Eltern waren der Schweizer (aus Yverdon) Lehrer und Musiker John James Juhan und Mary Payzant Juhan. Seine Eltern lebten in Halifax, Boston und Charleston. Er kam 1783 nach Philadelphia, wo er mit Alexander Reinagle, Henri Capron und William Brown eine Reihe von Subskriptionskonzerten veranstaltete. 1787 fand ein Benefizkonzert zu seinen Gunsten statt, bei dem George Washington anwesend war und er mit Reinagle eine Klaviersonate zu vier Händen von Joseph Haydn aufführte. 1792 erschienen sechs Sonaten für Klavier oder Cembalo Juhans im Druck. Er konnte einen gewissen Reichtum erlangen, so dass er im Barnwell County South Carolina Land kaufen konnte. Durch schlechtes Management ging das Land aber dann an seine Gläubiger. Heute befindet sich dort mit der Savannah River Site eine Anlage zur Wiederaufarbeitung von Kernbrennstoffen.

## Familie
Er heiratete  1792 Elizabeth (Eliza) Bourdeaux (* 1772; † 1. September 1816). Das Paar hatte mehrere Kinder:
- Daniel Bourdeaux (1796–1831)
- Isaac Bourdeaux (1803–1897)
- Francis Pheasant (1805–1879)